# 부카 (파푸아뉴기니)

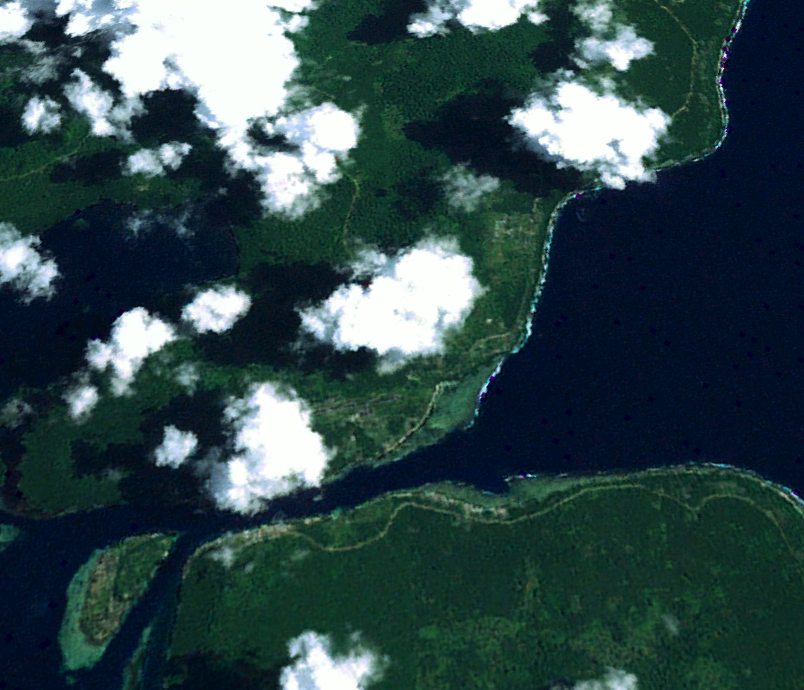

부카(Buka)는 파푸아뉴기니 동부에 위치한 도시로 부건빌 자치주의 임시 주도이다. 부카섬 남부 연안에 위치한다.